# Kloster Marienhorst
Das Kloster Marienhorst oder Ter Hunnepe war ein Zisterzienserinnenkloster in Diepenveen bei Deventer in der heutigen niederländischen Provinz Overijssel.

## Geschichte
Das Kloster wurde auf Landgütern des Ludolf van den Brande 1225 gegründet und mit Nonnen aus Hönnepel bei Kalkar besiedelt. 1230 wurde, vermutlich anlässlich der Inkorporation des Klosters in den Zisterzienserorden, auf Veranlassung der Äbtissin Richardis des Klosters Roermond der Abt des Klosters Kamp (Altencamp) mit der Visitation von Marienhorst betraut. Das Kloster stand unter der Aufsicht von Altenkamp. 1253 kam es zu einer Brandkatastrophe, und die Nonnen baten, ihnen das Kloster Fürstenberg bei Xanten zu überlassen, das sie 1258 erwerben konnten. Die dort residierenden Benediktinerinnen konnten jedoch bleiben. 1263 konnten die Nonnen in das wieder aufgebaute Ter Hunnepe zurückkehren. 1367 besaß das Kloster ein Stadthaus in Deventer. 1386 erfolgte die Einweihung der neuen Kirche. Um 1420 schloss sich das Kloster für kurze Zeit der Kongregation von Sibculo an. 1501 wurden die Nonnen verjagt. Nachdem das Kloster bei kriegerischen Ereignissen zwischen Geldern und dem Bischof von Utrecht in Brand gesetzt worden war, erfolgte nur langsam ein Wiederaufbau.
In der Mitte des 16. Jahrhunderts wurde das Kloster in ein Damenstift umgewandelt. 1578 wurden die Klostergebäude erneut in Brand gesteckt und waren in der Folge nicht mehr bewohnbar. Seit 1580 war das Kloster endgültig ein weltliches Damenstift.
Nach der Mitte des 18. Jahrhunderts wurden die Ruinen der Anlage beseitigt.